# Herăstrău Park
Herăstrău Park (Rumænsk: Parcul Herăstrău) er en stor park på den nordlige side af Bukarest, Rumænien i et område omkring Herăstrău Sø.
Parken har et areal på omkring 1,1 km², af hvilke 0,7 km² er søen. Oprindeligt var et stort areal marsk, men disse områder blev drænet mellem 1930 og 1935, hvorefter parken åbnede i 1936. Parken er inddelt i to zoner: en rustik eller naturlig zone (Muzeul Satului), som er mere eller mindre urørt; og en offentlig/"aktiv" zone med åbne arealer til rekreative aktiviteter. Små både er tilladt på søen.
På forskellige tider i dens historie har parken heddet Parcul Naţional, Parcul Karl II og Parcul I. V. Stalin. I en periode var en statue af Stalin opstillet i parken, men denne blev revet ned i 1956.